# Ауто, Мотор унд Спорт
„Ауто, Мотор унд Спорт“ (на немски: Auto motor und sport (ISSN 0005 – 0806), често съкращавано на AMS, е сред водещите в германски списания за автомобили и автоспорт.
Появява се във Фрайбург за Коледа през декември 1946 година. Резакцията се мести в Щутгарт през 1950 г.
Излиза на 2 седмици. Издава се от „Мотор Пресе Нетцверк“, дъщерна компания на „Мотор Пресе Щутгарт“, която е 59,9% собственост на издателска къща „Грунер + Яр“.
Продажбите на списанието достигат своя връх през 1991 г., когато средният тираж възлиза на 523 387 броя. В началото на ХХІ век той се задържа в диапазона между 470 000 и 480 000, като през 2007 г. се увеличава до 495 683 бр. Приблизително 9% от продажбите се реализират извън Германия.
„Мотор Пресе Нетцверк“ издава ежегоден каталог, обикновено през август. Публикациите на списанието са високо уважавани и се превеждат на множество други езици.
Може би единственият недостатък е донякъде националистически ориентираните публикации, имащи силен акцент върху модели, произвеждани в Германия.
Списанието има и българска версия, която се издава от „Ауто Прес“ ООД. Периодичността ѝ е месечна. Официалният сайт на българското издание е www.ams.bg.